# NGC 2971
NGC 2971 é uma galáxia espiral barrada (SBb) localizada na direcção da constelação de Leo Minor. Possui uma declinação de +36° 10' 47" e uma ascensão recta de 9 horas, 43 minutos e 46,1 segundos.
A galáxia NGC 2971 foi descoberta em 26 de Março de 1884 por Édouard Jean-Marie Stephan.